# 克卜勒20b
克卜勒20b（Kepler-20b）是一個環繞位於天琴座的恆星克卜勒20的系外行星。

## 概要
克卜勒20b的質量與海王星相當，但因為它相當接近母恆星，被分類為「熱海王星」。克卜勒20b和同一行星系中其他四顆行星一起於2011年12月20日被宣布發現。